# Urtica echinata
Urtica echinata là loài thực vật có hoa trong họ Tầm ma. Loài này được Benth. miêu tả khoa học đầu tiên năm 1846.